# パリ市立工業物理化学高等専門大学
座標: 北緯48度50分29秒 東経2度20分49秒 / 北緯48.84139度 東経2.34694度
パリ市立工業物理化学学校（フランス語：L’École supérieure de physique et de chimie industrielles de la ville de Paris、略称：ESPCI Paris）は、PSL研究大学の一校であり、物理学、化学、生物学、工学分野の専門大学院である。
1882年に、工業物理化学市立大学（l'Ecole Municipale de Physique et de Chimie Industrielle、略称：L'EMPCI）として、パリ5区カルチエ・ラタン地区ヴォクラン通り10（正確な住所は10 rue vauquelin 75005 paris）に設立された
。
改名
1948年にESPCIと改名した。2008年と2016年の間、技術系公立高等教育機関グループParisTechのメンバーであることからロゴをESPCI ParisTechとし、2016年にはESPCI Parisに改名した。
名称
訳語の揺れとしてパリ市立工業物理化学大学院大学とする例もある。ごくまれにEPSCI(フランス国際商業専門学校)と間違われる。

## 歴史
普仏戦争によってミュルーズがドイツに奪われ、当時フランス最高の化学大学であったミュルーズ化学学校（École de Chimie de Mulhouse）を喪失したことから、ドイツの科学力に対抗する為の教育機関の設立が望まれ設立された。
2010年度の世界大学学術ランキングでは、フランス国内の工業大学の中では1位と評価されている。

## 著名な研究者
- ピエール・キュリー、マリ・キュリー：ラジウム等を発見し、ノーベル化学賞を受賞[10]
- ポール・ランジュバン：ソナーなどを発明、後に学長（1925-1946）に就任
- アンドレ＝ルイ・ドビエルヌ
- ピエール＝ジル・ド・ジェンヌ1991年ノーベル物理学賞受賞、後に学長（1976-2002）に就任
- フレデリック・ジョリオ＝キュリー：人工放射性元素の発見で、ノーベル化学賞受賞
- ジョルジュ・シャルパク：1992年、ノーベル物理学賞受賞
- ジャック・プロ

## 著名な卒業生
- ジョルジュ・クロード
- ジョルジュ・ユルバン
- エルヴェ・ティス

## 研究所
ESPCIの研究所:
- Organic Chemistry Laboratory of Prof.Janine Cossy
- Colloids and Divided Materials Laboratory of Prof.Jerome Bibette
- Electromagnetism and General Electronics Laboratory of Prof.Jacques Lewiner
- Electronics Laboratory of Prof. Gerard Dreyfus
- Environment and Analytical Chemistry Laboratory of Prof. Marie-Claire Hennion
- Physics and Heterogeneous Materials Mechanics of Prof. José Eduardo Wesfreid
- Soft Matter and Chemistry Laboratory of Prof. Ludwik Leibler
- Microfluidics, MEMs & Nanostructures laboratory of Prof. Patrick Tabeling
- Neurobiology Laboratory of Prof. Thomas Preat
- Biological Mass Spectrometry and Proteomics of Prof. Joelle Vinh
- Waves and Acoustic Laboratory of Prof. Mathias Fink
- Photons and Matter Laboratory of Prof. Jerome Lesueur
- Theoretical Chemical Physics Laboratory of Prof. Elie Raphael
- Physical Chemistry of Polymers and Dispersed Media of Prof. Christian Fretigny
- Nanobiophysics Lab of Prof. Ulrich Bockelmann